# Jamaica op de Olympische Zomerspelen 1980
Jamaica nam deel aan de Olympische Zomerspelen 1980 in Moskou, Sovjet-Unie. Het land won drie bronzen medailles. Sprinter Don Quarrie, vier jaar geleden nog goed voor goud en zilver, eindigde ditmaal als derde op de 200 meter.

## Medailleoverzicht
| Sport       | Olympiër      | Onderdeel   | Medaille |
| ----------- | ------------- | ----------- | -------- |
| Atletiek    | Don Quarrie   | 200m (m)    | Brons    |
| Atletiek    | Merlene Ottey | 200m (v)    | Brons    |
| Wielersport | David Weller  | tijdrit (m) | Brons    |

## Deelnemers en resultaten

### Atletiek
| Olympiër                                                           | Onderdeel        | Resultaat | Prestatie                                                                                              |
| ------------------------------------------------------------------ | ---------------- | --------- | --- |
| Don Quarrie                                                        | 100m (m)         | 13e       | serie 7: 2de in 10,37 kwartfinale 2: 2de in 10,29 halve finale 1: 5de in 10,55                         |
| Colin Bradford                                                     | 200m (m)         | 13e       | serie 5: 1ste in 21,17 kwartfinale 3: 6de in 21,04                                                     |
| Don Quarrie                                                        | 200m (m)         | Brons     | serie 3: 1ste in 20,87 kwartfinale 1: 1ste in 20,89 halve finale 2: 2de in 20,76 finale: 3de in 20,29  |
| Bert Cameron                                                       | 400m (m)         | 26e       | serie 2: 1ste in 47,54 kwartfinale 3: 6de in 47,31                                                     |
| Derrick Peynado                                                    | 400m (m)         | 20e       | serie 4: 1ste in 47,37 kwartfinale 2: 7de in 46,50                                                     |
| Ian Stapleton                                                      | 400m (m)         | 28e       | serie 6: 3de in 47,97 kwartfinale 4: 7de in 47,64                                                      |
| Owen Hamilton                                                      | 800m (m)         | 11e       | serie 5: 3de in 1.49,3 halve finale 1: 4de in 1.47,6                                                   |
| Don Quarrie Colin Bradford Michael Davis Albert Lawrence           | 4x100m (m)       | 9e        | serie 1: 4de in 39,71                                                                                  |
| Derrick Peynado Colin Bradford Ian Stapleton Bert Cameron          | 4x400m (m)       | DNF       | serie 2: niet gefinisht                                                                                |
| Desmond Morris                                                     | hoogspringen (m) | 24e       | kwalificatie groep B: 10de met 2,10m                                                                   |
|                                                                    |                  |           | |
| Rosie Allwood                                                      | 100m (v)         | 22e       | serie 1: 3de in 11,68 kwartfinale 2: 8ste in 11,69                                                     |
| Lelieth Hodges                                                     | 100m (v)         | 26e       | serie 2: 5de in 11,79                                                                                  |
| Merlene Ottey                                                      | 200m (v)         | Brons     | serie 6: 1ste in 22,70 kwartfinale 2: 1ste in 22,82 halve finale 1: 1ste in 22,32 finale: 3de in 22,20 |
| Jackie Pusey                                                       | 200m (v)         | 10e       | serie 2: 1ste in 23,39 kwartfinale 1: 4de in 23,35 halve finale 2: 5de in 22,90                        |
| Ruth Williams-Simpson                                              | 400m (v)         | 33e       | serie 4: 5de in 55,59                                                                                  |
| Leleith Hodges Jacqueline Pusey Rose Allwood Merlene Ottey         | 4x100m (v)       | 6e        | 43,19                                                                                                  |
| Ruth Williams-Simpson Jacqueline Pusey Cathy Rattray Merlene Ottey | 4x400m (v)       | 9e        | serie 1: 4de in 3.31,5                                                                                 |
| Dorothy Scott                                                      | verspringen (v)  | 17e       | kwalificatie groep B: 9de met 5,83m                                                                    |

### Wielrennen
| Olympiër       | Onderdeel        | Resultaat | Prestatie      |
| Baan           | Baan             | Baan      | Baan           |
| -------------- | ---------------- | --------- | -------------- |
| David Weller   | tijdrit (m)      | Brons     | 1.05,241       |
| Weg            |                  |           |                |
| Peter Aldridge | wegwedstrijd (m) | DNF       | niet gefinisht |

Afghanistan · Algerije · Andorra · Angola · Australië · België · Benin · Birma · Botswana · Brazilië · Bulgarije · Colombia · Congo-Brazzaville · Costa Rica · Cuba · Cyprus · Denemarken · Dominicaanse Republiek · Duitse Democratische Republiek · Ecuador · Ethiopië · Finland · Frankrijk · Griekenland · Groot-Brittannië · Guatemala · Guinee · Guyana · Hongarije · Ierland · IJsland · India · Irak · Italië · Jamaica · Joegoslavië · Jordanië · Kameroen · Koeweit · Laos · Lesotho · Libanon · Liberia · Libië · Luxemburg · Madagaskar · Mali · Malta · Mexico · Mongolië · Mozambique · Nederland · Nepal · Nicaragua · Nieuw-Zeeland · Nigeria · Noord-Korea · Oeganda · Oostenrijk · Peru · Polen · Portugal · Puerto Rico · Roemenië · San Marino · Senegal · Seychellen · Sierra Leone · Sovjet-Unie · Spanje · Sri Lanka · Syrië · Tanzania · Trinidad en Tobago · Tsjecho-Slowakije · Venezuela · Vietnam · Zambia · Zimbabwe · Zweden · Zwitserland